# Ostasio I da Polenta
Ostasio I da Polenta, (Ravenne, .... – 14 novembre 1346), est un seigneur italien du début du XIVe siècle.

## Biographie
Ostasio I da Polenta  est le fils de Bernardino et le cousin de Guido Novello da Polenta chef de file de famille des Da Polenta, et podestat de Ravenne de 1316 à 1322. Il a pris le pouvoir en 1322 profitant de l'absence de ce dernier devenu capitaine du peuple à Bologne et a été seigneur de Ravenne jusqu'à sa mort survenue en 1346.
Le 20 septembre 1322 profitant de l'absence de Guido Novello da Polenta il prit le pouvoir à Ravenne en tuant l'archevêque Rinaldo da Polenta.
En 1326 tua son oncle Bannino qui détenait le pouvoir à Cervia, en prenant aussi la seigneurie de cette ville.
Ostasio était aussi un protecteur des arts et hébergea à sa cour Giovanni Boccaccio (1345–1346).
Le pape Benoît XII légitima son pouvoir en lui conférant le titre de vicaire papal, mais Ostasio mourut probablement assassiné par son fils Bernardino I.

## Sources
- (en) Cet article est partiellement ou en totalité issu de l’article de Wikipédia en anglais intitulé « Ostasio I da Polenta » (voir la liste des auteurs).